# ستانلي ميرايس جيمس
عالمة اجتماع أمريكية متخصصة في حقوق الإنسان والحركة النسوية السوداء والأُسر السوداء. في عام 2016، تم تعيينها نائبة لقسم الإدماج والمشاركة المجتمعية في جامعة ولاية أريزونا.
وهي أستاذة الدراسات الأفريقية والأفريقية الأمريكية في جامعة ولاية أريزونا منذ عام 2011.
جيمس تُعَد مُحرِر مساعد للنظرية النسوية السوداء والتي تتضمن: البرجماتية البصرية للمرأة السوداء (1993)، قطع الأعضاء التناسلية ولأختية الانتقالية: رغم النازع الجدالي حول أمريكا (2002)، لاتزال شُجاعة: تطور دراسات المرأة السوداء (2009).

## التعليم
حصلت جيمس على شهادة البكالوريوس في علم الاجتماع والتاريخ في عام 1971 من كلية سبيلمان في أتلانتا، والماجيستير في عام 1972 من كلية الدراسات الشرقية والأفريقية في لندن، حيث تخصصت في تاريخ الإستعمار البريطاني في غرب أفريقيا.
عادت إلى الولايات المتحدة وفي عام 1984وأكملت الماجستير الثاني، وهذه المرة في الدراسات الدولية، في جامعة دنفر. وفي عام 1989 حصلت على الدكتوراه من دنفر أيضًا، لأطروحة عنوانها النسوية السوداء: دراسة مقارنة للمرأة في غانا والولايات المتحدة.

## الأبحاث
كتبت جيمس عن «الأمومة الأخرى» داخل المجتمعات الأفريقية الأمريكية والغربية الأفريقية، رغبة منها في الإعراب عن حسمِها تجاة بقاء المجتمعات السوداء.
وفي قضية بتر الأعضاء التناسلية ولأختية الانتقالية (2010)، أنتقدت النهج الغربي للقضاء علي تشوية الأعضاء التناسلية للإناث باعتباره نهجًا غير حساس. كما أحتجت أيضاً بأن النهج النسوي إزاء ختان الإناث عاني من «عيب استعماري»، وهو عدم الاعتراف بأن ممارسات مماثلة - في شكل الاستئصال العضو التناسلي الأنثوي والجراحة علي الأطفال بين الجنسين- قد حدثت في الولايات المتحدة.